# Michel Manet
Pour les articles homonymes, voir Manet.
Michel Manet est un homme politique français né le 24 mars 1924 à La Force et mort le 1er février 2010 à Bergerac en Dordogne, membre du Parti socialiste.

## Anciens mandats nationaux
Ingénieur, il est élu député de la deuxième circonscription de la Dordogne du 19 mars 1978 au 28 septembre 1980. À cette date, il démissionne et devient sénateur. Il est réélu en 1989 et demeure en fonctions jusqu'au 30 septembre 1998. Il ne se représente pas et arrête alors ses activités politiques.

## Anciens mandats locaux
- Maire de Bergerac de 1975 à 1995.
- Conseiller général de la Dordogne de 1976 à 1989.
- Président du conseil général de la Dordogne de 1979 à 1982.